# Jonas Fedl
Jonas Fedl (* 5. Februar 1999 in Andernach) ist ein deutscher Fußballspieler.

## Karriere
Nach seinen Anfängen in der Jugend der TuS Koblenz wechselte er im Sommer 2015 in die Jugendabteilung des 1. FSV Mainz 05. Für den Verein bestritt er ein Spiel in der B-Junioren-Bundesliga und 25 Spiele in der A-Junioren-Bundesliga, bei denen ihm insgesamt drei Tore gelangen. Im Sommer 2018 wurde er in den Regionalligakader der 2. Mannschaft aufgenommen. Für seinen Verein kam er in drei Spielzeiten auf 64 Spiele, bei denen ihm insgesamt fünf Tore gelangen.
Im Sommer 2021 wechselte er zum Drittligisten SV Meppen. Dort kam er auch zu seinem ersten Einsatz im Profibereich, als er am 31. Juli 2021, dem 2. Spieltag, beim 1:0-Heimsieg gegen den 1. FC Kaiserslautern in der 78. Spielminute für Serhat Koruk eingewechselt wurde.